# Royal Academy of Music (companyia)
|  | Per a altres significats, vegeu «Royal Academy of Music». |

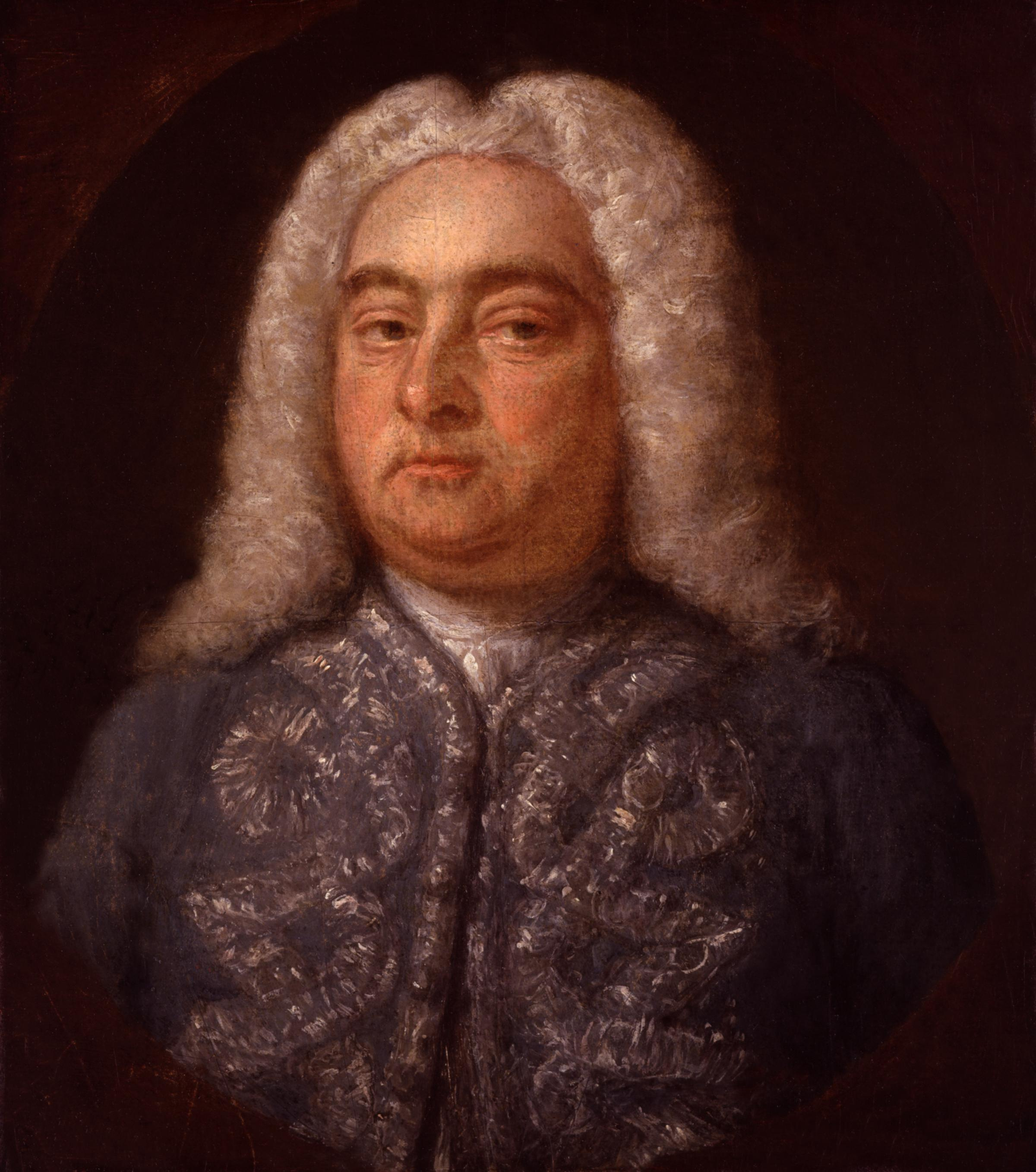
Georg Friedrich Händel per Francis Kyte, retrat de la National Portrait Gallery.

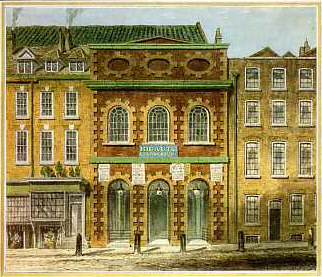
Her Majesty's Theatre a Haymarket (Londres) per William Capon.

La Royal Academy of Music (Reial Acadèmia de Música) va ser una companyia fundada el febrer de 1719, durant l'estada de Georg Friedrich Händel a Cannons. Va ser promoguda per un grup d'aristòcrates per tal d'assegurar-se una oferta constant d'òperes barroques o òperes sèries. No està connectada amb la del Conservatori de Londres del mateix nom (Royal Academy of Music), la qual va ser fundada el 1822.
Aquesta societat va encarregar un gran nombre d'òperes noves a tres dels compositors principals a Europa: Händel, Attilio Ariosti i Giovanni Bononcini. La Royal Academy va prendre la forma legal d'una societat per accions sota lletres paleses emeses per Jordi I de Gran Bretanya per a un termini de 21 anys amb un governador, un governador substitut i almenys quinze directors. Va existir una primera Royal Academy que va durar nou temporades del total de vint-i-una; tant la New o Second Academy com l'Opera of the Nobility sembla que van operar sota una Carta Real fins a l'expiració del termini original.
Handel va ser nomenat mestre de capella responsable no només per contractar solistes sinó també per adaptar òperes de l'estranger i per proporcionar possibles llibrets per al seu ús propi, generalment provinents d'Itàlia.
Inicialment, el llibretista Paolo Antonio Rolli era el secretari italià de la Acadèmia; va ser reemplaçat per Nicola Francesco Haym al cap d'uns anys.